# Artikel van het jaar
Een artikel van het jaar is een tot beste artikel verkozen geschreven stuk in de media.
Vele kranten, tijdschriften en andere media organiseren jaarlijks een verkiezing om het beste artikel dat in het afgelopen jaar is geschreven te bepalen. Meestal worden hierbij de lezers betrokken om te stemmen maar ook wordt er wel gewerkt met een jury van vakgenoten en/of leken of bekende persoonlijkheden om te bepalen wat het beste artikel was. Bekende verkiezingen betreffen:
- Het Vrije Volk (journalistiek artikel)
- De Gids (literair artikel)
- Pulitzerprijs (diverse categorieën in de journalistiek)